# 성윤환
성윤환(成允煥, 1956년 8월 29일~)은 대한민국의 검사 출신 법조인이자 제18대 국회의원을 지낸 정치인이다.

## 학력
- 낙동초등학교
- 상주중학교
- 경복고등학교
- 한양대학교 법학 학사

## 경력
- 1981년 7월 제23회 사법고시 합격
- 1983년 9월 수원지검 성남지청 검사
- 1986년 5월 전주지검 검사
- 1988년 9월 서울지검 검사
- 1991년 3월 대구지검 검사
- 1993년 3월 창원지검 검사
- 1995년 3월 서울지검 서부지청 검사
- 1995년 8월 부산고검 검사
- 1996년 8월 서울지검 부부장 검사
- 1997년 8월 부산지검 울산지청 부장검사
- 1998년 3월 대전지검 특수부장검사
- 1998년 8월 사법연수원 교수
- 2000년 7월 서울지검 북부지청 부장검사
- 2003년 3월 파라다이스 사외이사
- 2004년 3월 사법연수원 교수
- 2005년 3월 법무법인 문형 대표변호사
- 2005년 4월 한국공인중개사협회 고문변호사
- 2006년 3월 중앙대학교 법과대학 부교수
- 2008년 5월 ~ 2008년 7월 제18대 국회의원(경북 상주시/친박연대/미래희망연대/무소속)
- 2008년 7월 ~ 2012년 2월 제18대 국회의원(경북 상주시/한나라당)
- 2008년 문화체육관광방송통신위원회 위원
- 2012년 2월 ~ 2012년 5월 제18대 국회의원(경북 상주시/새누리당)
- 2015년 ~ 변호사성윤환법률사무소
- 2021년 3월 ~ 2023년 3월 대한민국헌정회 정책연구위원회 의장
- 2021년 10월 ~ 2021년 11월: 국민의힘 윤석열 제20대 대통령 선거 예비후보 국민캠프 조직본부 특보단 전락특보
- 2022년 2월 ~ 2022년 3월: 국민의힘 공명선거·안심투표 추진위원회 위원

## 역대 선거 결과
|  | 51.92% |

|  | 0% |

|  | 28.72% |